# Komaki
Komaki (jap. 小牧市 Komaki-shi) – miasto w Japonii, w prefekturze Aichi, na wyspie Honsiu.
W pobliżu miasta znajduje się lotnisko Nagoya Airfield (nazywane także Komaki Airport). Działała w nim kolejka peachliner.

## Położenie
Miasto leży w północnej części prefektury Aichi graniczy z miastami:
- Kasugai
- Inuyama
- Iwakura
- Kitanagoya
- Kōnan

## Gospodarka
W mieście rozwinął się przemysł maszynowy, elektroniczny, elektrotechniczny, włókienniczy, spożywczy, gumowy oraz papierniczy.

## Historia
1 stycznia 1955 roku miasteczko Komaki zostało połączone z wioskami Ajioka i Shinooka (z powiatu Higashikasugai) i zdobyło status miasta.

## Muzeum
- Muzeum Miejskie – Zamek Komaki, zrekonstruowany przy użyciu betonu w 1968.

## Osobistości
- Kōhei Hirate, testowy kierowca zespołu Toyota

## Populacja
Zmiany w populacji Komaki w latach 1970–2015:
| Rok  | Populacja |
| ---- | --------- |
| 1970 | 79 606    |
| 1975 | 97 445    |
| 1980 | 103 233   |
| 1985 | 113 284   |
| 1990 | 124 441   |
| 1995 | 137 165   |
| 2000 | 143 122   |
| 2005 | 147 182   |
| 2010 | 147 059   |
| 2015 | 149 462   |

## Miasta partnerskie
- Stany Zjednoczone: Wyandotte, Michigan